# Юридична лексикографія
Юридична лексикографія — це система заходів, пов'язаних із дослідженням теорій і принципів розробки, збору, використання та оцінки словників у галузі права, наприклад, Nielsen 1994.

## Відомості
Як розділ загальної дисципліни лексикографії, юридична лексикографія поділяється на теоретичну та практичну. Результат практичної юридичної лексикографії називають юридичним словником. Юридичні словники доступні у друкованому і цифровому форматах.
Юридична лексикографія стосується не лише термінів, а й мови та їх використання. Особливо під час створення двомовних юридичних словників, лексикографи мають широко розглядати поняття юридичної лексикографії. Більшість користувачів двомовних юридичних словників шукають інформацію щодо мови та права, і завданням лексикографа є — подати інформацію якомога зрозуміліше та структурованіше. Включаючи різноманітний лексикографічний аналіз: вивчення портрету користувача, типологія словника та чітка структура для демонстрації змісту словника. Інформація повинна бути представлена таким чином, щоб користувач не був обтяжений великими витратами на лексикографічну інформацію.
Як зазначено в Nielsen 1994, юридичні словники можуть виконувати різні функції. Звичайний юридичний словник із визначеннями юридичних термінів слугує інструментом в розумінні юридичних текстів (комунікативна функція), або отриманні знань про правову систему незалежно від будь-якого тексту (когнітивна функція) — такі юридичні словники зазвичай одномовні. Двомовні юридичні словники можуть виконувати декілька функцій. По-перше, термінологія вводиться однією мовою, а визначення іншою — ці словники допомагають зрозуміти юридичні тексти, зазвичай написані іноземною мовою, і отримати інформацію, як правило, про іноземну правову систему. По-друге, двомовні юридичні словники з термінологією однією мовою та визначенням іншою, допомагають в перекладі юридичних текстів іноземною мовою або навпаки, а також іноді в створенні, як правило, іноземних юридичних текстів.
Мета юридичної лексикографії — запропонувати принципи та стратегії задля створення якісних юридичних словників. Якісний одномовний юридичний словник міститиме відповідні терміни з відповідними визначеннями, і якщо метою словника є полегшення юридичного перекладу, наприклад, двомовний юридичний словник міститиме визначення, іноземні еквіваленти та іншу відповідну інформацію, таку як словосполучення та вирази мовою оригіналу та мовою перекладу, як описано в Nielsen 1994.

## Важливі аспекти
З дискусії в Nielsen 1994, існує ряд аспектів, які варто врахувати під час роботи з юридичною лексикографією. Одним з таких аспектів є визначення портрету потенційного користувача словника. Особливо важливо, якщо словник використовуватимуть не «свої» юристи, наприклад, як відбувається з двомовними юридичними словниками для перекладу. Портрет користувача має зосереджуватися на таких аспектах: правова компетентність користувачів у «своїй» галузі права; правова компетентність користувачів у галузі іноземного права; правомовне володіння користувачами рідною мовою; правомовне володіння користувачами іноземною мовою. Коли лексикографи сформулювали цільову групу користувачів, таким чином, вони мають чітке уявлення про типи даних, які варто включити до словника, щоб він міг бути найбільш корисним для цільового користувача. Портрет також допоможе лексикографам представити необхідні дані, такі як визначення іноземною мовою, щоб, «іноземна» аудиторія могла скористатися даними. Типовим прикладом є європейський юрист, який звертається до англійського словника права.
Ще один важливий аспект — обсяг словника. Це стосується міри, якою юридичний словник охоплює галузь права. Словники загальногалузеві та підгалузеві відрізняються найбільше. Загальногалузевий юридичний словник — це словник, мета якого — охопити всю галузь права, представлену всіма її підгалузями, а підгалузевий юридичний словник — це словник, метою якого є охоплення однієї або кількох окремих підгалузей права., наприклад, словник договірного права та словник сімейного права. Очевидно, що до підгалузевого словника можна включити більше даних про право та юридичну мову, ніж до загальногалузевого словника права такого ж обсягу. Результатом є можливість підгалузевих словників дати набагато більш детальний опис закону та його мови, ніж інших типів словників.